# Tamara Korpatsch
Tamara Korpatsch (Amburgo, 12 maggio 1995) è una tennista tedesca.

## Carriera
Tamara Korpatsch ha vinto 12 titoli in singolare e 0 titoli nel doppio nel circuito ITF in carriera. Il 23 ottobre 2023 ha raggiunto il best ranking mondiale nel singolare, al nr 71; il 7 marzo 2022 ha raggiunto il miglior piazzamento mondiale nel doppio, il nr 291.
Nel 2023, nel WTA '250' di Cluj-Napoca, Tamara riesce a raggiungere la sua prima finale nel circuito maggiore, eliminando Léolia Jeanjean (6-4 2-6 6-3), la n°8 del seeding Jodie Burrage (2-6 6-2 7-6(5)), l'ucraina Snihur nei quarti (3-6 6-2 6-4) e la connazionale Eva Lys in semifinale (6-4 6-3). In finale, supera la giocatrice di casa Elena-Gabriela Ruse in due set (6-3 6-4), aggiundicandosi il primo titolo WTA della carriera. Grazie a questo risultato, ritocca il suo best-ranking, issandosi fino alla 71ª posizione mondiale.

## Statistiche WTA

### Singolare

#### Vittorie (1)
| Legenda              |
| -------------------- |
| Grande Slam (0)      |
| Ori Olimpici (0)     |
| WTA Finals (0)       |
| WTA Elite Trophy (0) |
| Dal 2021             |
| WTA 1000 (0)         |
| WTA 500 (0)          |
| WTA 250 (1)          |

| N. | Data            | Torneo                         | Superficie  | Avversaria in finale | Punteggio |
| 1. | 22 ottobre 2023 | Transylvania Open, Cluj-Napoca | Cemento (i) | Elena-Gabriela Ruse  | 6-3, 6-4  |

### Doppio

#### Sconfitte (1)
| Legenda              |
| -------------------- |
| Grande Slam (0)      |
| Argenti Olimpici (0) |
| WTA Finals (0)       |
| WTA Elite Trophy (0) |
| Dal 2021             |
| WTA 1000 (0)         |
| WTA 500 (0)          |
| WTA 250 (1)          |

| N. | Data           | Torneo                         | Superficie  | Compagna       | Avversarie in finale             | Punteggio |
| 1. | 17 luglio 2021 | Hungarian Grand Prix, Budapest | Terra rossa | Aliona Bolsova | Mihaela Buzărnescu Fanny Stollár | 4-6, 4-6  |

## Circuito WTA 125

### Singolare

#### Vittorie (1)
| N. | Data              | Torneo                  | Superficie  | Avversaria in finale | Punteggio           |
| 1. | 24 settembre 2022 | Budapest Open, Budapest | Terra rossa | Viktorija Tomova     | 7-6(3), 6(4)-7, 6-0 |

#### Sconfitte (1)
| N. | Data          | Torneo                              | Superficie  | Avversaria in finale | Punteggio   |
| 1. | 3 aprile 2022 | AnyTech365 Andalucía Open, Marbella | Terra rossa | Mayar Sherif         | 6(1)-7, 4-6 |

## Statistiche ITF

### Singolare

#### Vittorie (12)
| Torneo $100.000 (0) |
| Torneo $80.000 (1)  |
| Torneo $75.000 (0)  |
| Torneo $60.000 (4)  |
| Torneo $50.000 (0)  |
| Torneo $25.000 (6)  |
| Torneo $15.000 (0)  |
| Torneo $10.000 (1)  |

| N.  | Data              | Torneo                                    | Superficie      | Avversaria in finale | Score               |
| 1.  | 27 settembre 2015 | ITF Women's Circuit Brno, Brno            | Terra rossa     | Vendula Žovincová    | 4–6, 7–6(3), 7–6(3) |
| 2.  | 26 giugno 2016    | Lenzerheide Open, Lenzerheide             | Terra rossa     | Dalila Jakupović     | 4–6, 6–4, 6–2       |
| 3.  | 24 luglio 2016    | Darmstadt Tennis International, Darmstadt | Terra rossa     | Fiona Ferro          | 6–2, 6–2            |
| 4.  | 31 luglio 2016    | BMW AHG Cup, Horb am Neckar               | Terra rossa     | Tereza Smitková      | 6–2, 6–1            |
| 5.  | 7 agosto 2016     | Knoll Open, Bad Saulgau                   | Terra rossa     | Jasmine Paolini      | 6–2, 6–3            |
| 6.  | 13 agosto 2017    | Hechingen Ladies Open, Hechingen          | Terra rossa     | Deborah Chiesa       | 2–6, 7–6(5), 6–2    |
| 7.  | 16 settembre 2018 | Open GDF SUEZ de Biarritz, Biarritz       | Terra rossa     | Timea Bacsinszky     | 6–2, 7–5            |
| 8.  | 28 luglio 2019    | Advantage Cars Praga Open, Praga          | Terra rossa     | Denisa Allertová     | 7-5, 6–3            |
| 9.  | 1º settembre 2019 | Trofeo CPZ, Bagnatica                     | Terra rossa     | Martina Caregaro     | 6–1, 6–2            |
| 10. | 27 marzo 2022     | Open du Havre, Le Havre                   | Terra rossa (i) | Anna Blinkova        | 3-6, 6-2, 6-2       |
| 11. | 11 settembre 2022 | Montreux Ladies Open, Montreux            | Terra rossa     | Emma Navarro         | 6-4, 6-1            |
| 12. | 17 maggio 2025    | Empire Trnava Cup, Trnava                 | Terra rossa     | Mai Hontama          | 1-6, 6-4, 6-4       |

#### Sconfitte (6)
| Torneo $100.000 (0) |
| Torneo $80.000 (1)  |
| Torneo $75.000 (0)  |
| Torneo $60.000 (2)  |
| Torneo $50.000 (0)  |
| Torneo $25.000 (0)  |
| Torneo $15.000 (0)  |
| Torneo $10.000 (3)  |

| N. | Data              | Torneo                                  | Superficie    | Avversaria in finale | Score                |
| 1. | 18 agosto 2013    | WSH Open, Ratingen                      | Terra rossa   | Julia Wachaczyk      | 3–6, 6–4, 4–6        |
| 2. | 22 giugno 2014    | Future Alkmaar, Alkmaar                 | Terra rossa   | Catherine Chantraine | 6–3, 4–6, 4–6        |
| 3. | 25 gennaio 2015   | Segro International, Kaarst             | Sintetico (i) | Kateřina Vaňková     | 6–2, 4–6, 4–6        |
| 4. | 29 settembre 2019 | BBVA Open Ciudad de Valencia, Valencia  | Terra rossa   | Varvara Gračëva      | 6–3, 2–6, 0–6        |
| 5. | 3 novembre 2019   | Open GDF SUEZ Nantes Atlantique, Nantes | Cemento (i)   | Cristina Bucșa       | 2-6, 7-6(11), 6(6)-7 |
| 6. | 20 novembre 2022  | Open Villa de Madrid, Madrid            | Terra rossa   | Aliona Bolsova       | 4-6, 2-6             |